# Château Saint-Antoine de Molenbaix
Le château Saint-Antoine est situé dans le village de Molenbaix, dans la province de Hainaut en Belgique. Répertorié au patrimoine monumental de Belgique, il date de plusieurs époques. Sa forme actuelle remonte au XIXe siècle. Le domaine privé qui l'entoure est composé d'un parc, d'un potager, de dépendances, d'une tour colombier, d'une tour circulaire ainsi que d'un étang.

## Histoire de l'édifice
Le château Saint-Antoine de Molenbaix a été édifié en plusieurs étapes. Vraisemblablement construit au XIIe siècle, il fut remplacé et agrandi un certain nombre de fois. Il est situé au milieu du village de Molenbaix, qui n'est aujourd'hui plus qu'un petit village de 800 habitants situé à 12 km de Tournai. Sans doute qu'à l'origine de ce château il n'y avait qu'une simple chapelle ou prieuré, dédié à saint Antoine l'ermite. Par la suite, fut construit un pavillon de chasse et la tour circulaire, ainsi que le prouve la partie droite de la construction, construits en pierre de Tournai que l'on peut ainsi dater des années 1620-1630. À cette période, la propriété ne servait qu'à la chasse et était tenue par la famille de Croÿ.

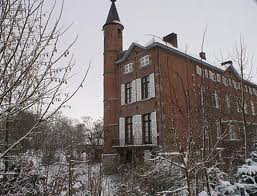
Château de Molenbaix, vue actuelle de la tour circulaire.

Passé à la fin du XVIIIe siècle à la famille Scorrion, le château actuel a été construit dans les premières années du XIXe siècle. Le pavillon fut fortement allongé vers la gauche, ce qui quadrupla sa surface. 
Le domaine était, à cette époque, totalement agricole. En 1832, le château fut acheté par Alexandre de la Croix (nl) Sa fille Pauline de La Croix épousa en 1856 le baron Joseph Gillès de Pélichy, fils de Louis Gillès de Pélichy et lui apporta le château.  Ce dernier passa après eux, à leur fille, Marie Gillès de Pélichy, qui y naquit en 1859 et y mourut en 1925, sans s'être mariée. Elle laissa pour héritier son frère, le baron Alfred Gillès de Pélichy, né à Molembaix en 1857, mort à Molembaix en 1929, puis la fille de celui-ci, Marthe Gillès de Pélichy (1886-1951), mariée avec le baron Robert Gericke d'Herwijnen, la fille de ceux-ci, Ghislaine Gericke d'Herwijnen (1917-2000), mariée avec le comte Albert Christyn de Ribaucourt et leur fille.

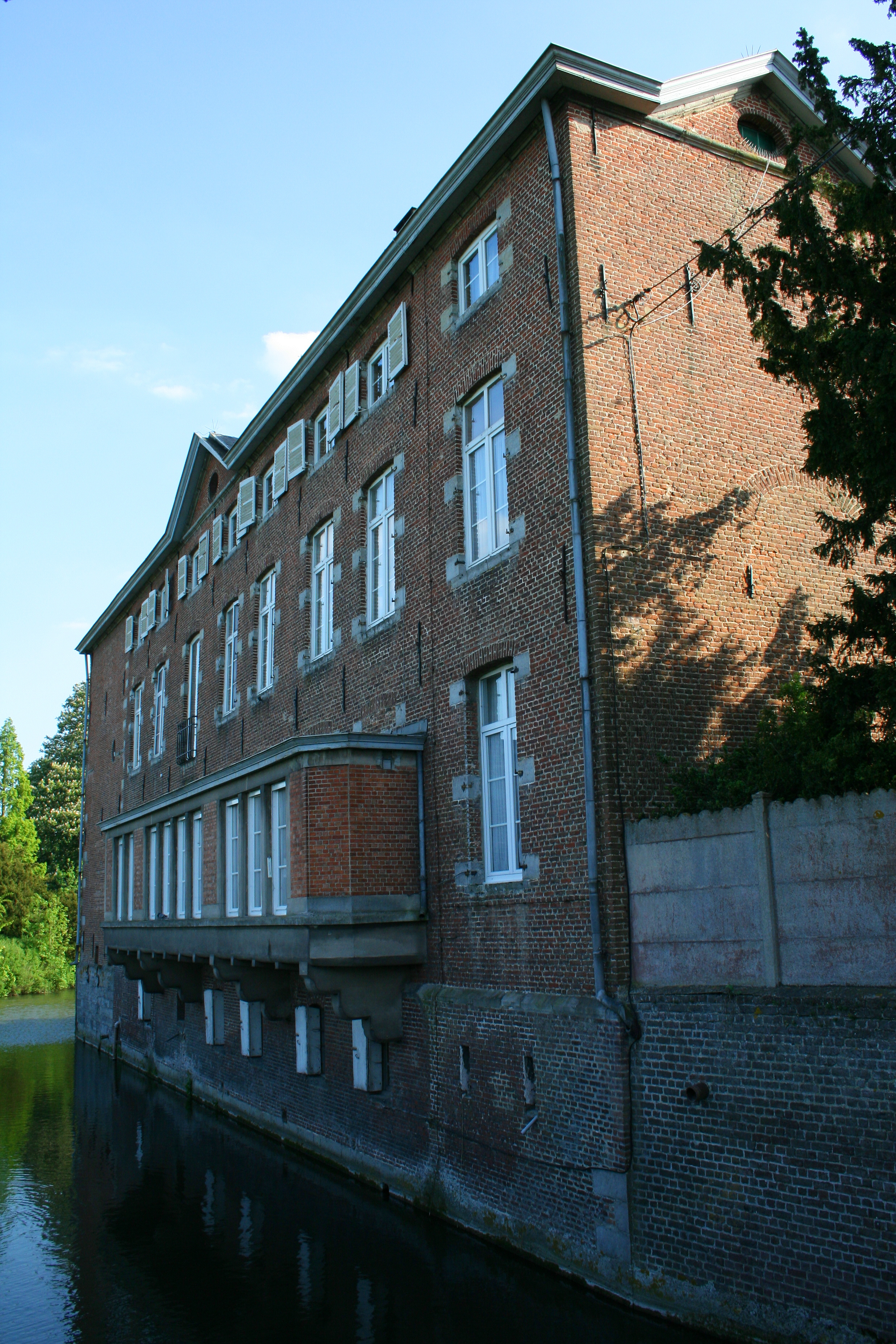
Château Saint-Antoine de Molenbaix

Les dépendances de la propriété datent des années 1830-1840 ainsi que le pigeonnier, qui constitue encore                    aujourd'hui la tour d'entrée. Le perron avec terrasse du château date de l'année 1927 et fut construit par l'architecte Wilbaut, de Tournai.                          

## L'architecture du bâtiment
Long et étroit, le château se développe sur neuf travées côté cour et sur huit côté douves. Les façades en brique témoignent d'une élévation caractéristique du XIXe siècle. La dissymétrie, marquée par les frontons est due au précédent édifice, à savoir le pavillon de chasse. 
Une longue loggia en brique apparaît sur la face nord du bâtiment. Construite vers 1930, ainsi que le perron, elle est basée sur de fortes consoles et est à hauteur du premier étage. Au-dessus du perron, l'on trouve un balcon en fer forgé sur des consoles en pierre sculptée. Le perron fut construit par l'architecte Wilbaut, de Tournai.
La tour circulaire à bulbe piriforme et sous poivrière d'ardoises, date du XVIIe siècle. Haute et fine, elle présente cinq niveaux de briques limitées par des cordons-larmiers de pierre. Les dépendances, de forte inspiration palladienne, sont caractérisées par une enfilade de portes et d'entrées cochères en plein cintre. La tour pigeonnier, en briques du XIXe siècle, est du style classico-médiéval.

## Les seigneurs de Molenbaix
Dès le XIIIe siècle apparaissent les seigneurs de Molenbaix. À cette époque-là, Molenbaix était un fief de plus grande importance dont dépendaient sept arrière-fiefs. Nous pouvons retracer un premier seigneur de l'endroit en l'année 1285, à savoir Jehan de Corbion dit Gobiert, seigneur de Molembaix. La famille garda le domaine jusqu'au XVe siècle. La terre passa des mains de la famille de Molenbaix aux mains de la famille de Lannoy par le mariage de Catherine de Molembaix (d) et Guillebert de Lannoy (d). Le domaine était exclusivement utilisé pour la chasse. Le pavillon de chasse datant des années 1620-1630 fut construit par les de Cröy qui avaient hérité la terre par le mariage de Yolande de Lannoy (d) avec Jacques III de Cröy (ru). La famille de Cröy porta au XVIIIe siècle le titre de marquis de Molenbaix et garda la terre jusqu'à la fin de l'ancien régime. Les terres furent vendues et dispersées par la suite. Le 14 août 1832, le château fut acheté par Alexandre dit Alfred de la Croix. La propriété est restée depuis dans sa descendance.